# عمليات أديمي
عمليات أديمي (Adime) هي اختصار لعدة عمليات: التقدير، والتشخيص، والتدخل، والمراقبة / التقييم. (Assessment, Diagnosis, Intervention, and Monitoring/Evaluation).
والأديمي (ADIME) هي عملية تُستخدم لضمان تقديم رعاية تغذوية عالية الجودة للمرضى والعملاء من أخصائيي التغذية، مثل أخصائيي التغذية المسجلون أو أخصائي النظام الغذائي المسجلون. ويُستخدم الأديمي (ADIME كوسيلة لتخطيط تقدم المريض وتشجيع لغة عالمية بين المتخصصين في مجال التغذية.

## الخطوات
تتكون عملية ADIME من أربع خطوات:
1. التقدير: تتضمن هذه الخطوة جمع بيانات المريض، بما في ذلك تاريخه الغذائي وقياسات الجسم البشري والبيانات البيوكيميائية والنتائج المادية التي تركز على التغذية وتاريخ العميل ومعايير المقارنة.
2. التشخيص: يكون بناءً على بيانات التقدير والقياس التي تم جمعها، وقد يتم تشخيص مشكلة التغذية. وتحدد بذلك الأسباب والعوامل المساهمة.
3. التدخل: يكون بناءً على التشخيص الغذائي، ويتم التعامل مع المشاكل والمساعدة في التخفيف من علامات وأعراض ما أظهره التشخيص. وتقوم الأنشطة بدورها في  تمكين المريض من العمل نحو الأهداف التي وضعها بنفسه وبمساعدة الأخصائي الغذائي.
4. المراقبة/التقييم: يتم تتبع التقدم المحرز بشأن الأهداف و/أو النتائج المتوقعة لضمان معالجة مشكلات التغذية؛ وتجرى التعديلات في خطوة التدخل وفقًا للتقدم المحرز.[8]